# Don Davis (Komponist)

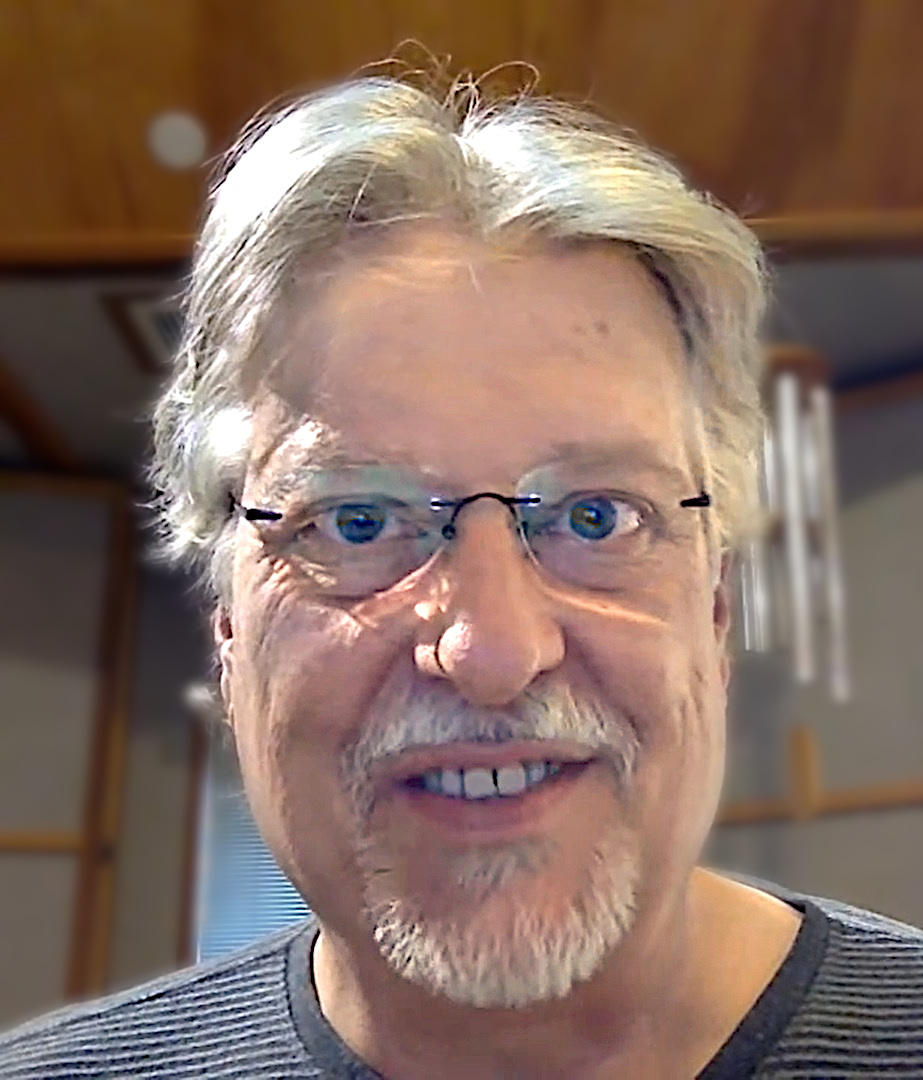
Davis im Jahr 2017

Donald Romain „Don“ Davis (* 4. Februar 1957 in Anaheim, Kalifornien) ist ein US-amerikanischer Filmmusik-Komponist, der vor allem durch seine Soundtracks für die Matrix-Spielfilme bekannt wurde.

## Leben
Don Davis begann im Alter von neun Jahren Trompete und Klavier zu spielen und bereits drei Jahre später versuchte er sich an eigenen Musikstücken. Mit seiner Begeisterung für Musik wuchsen seine Ansprüche und er komponierte und arrangierte schon bald orchestrale Musikstücke für lokale Jazz-Ensembles, mit denen er zusammen auftrat.
Nach dem Abschluss der High School studierte er Musik an der University of California, Los Angeles (UCLA) mit den Hauptfächern Musiktheorie und Komposition. Obwohl sich Davis hauptsächlich für Jazz und Rock interessierte, versuchte er sich auch in der modernen Musik. Die Universität zeigte ihm völlig neue Möglichkeiten auf, lange bevor er daran dachte, ein Filmmusik-Komponist zu werden.
Nachdem er erfolgreich abgeschlossen hatte, studierte er unter Albert Harris weiterhin Komposition. Harris stellte den jungen Davis dem Fernseh- und Filmkomponisten Joe Harnell vor, der besonders durch seine Musik für die Fernsehserien V und Der unglaubliche Hulk bekannt ist.
Harnell war von Davis’ Gefühl für orchestrale Details beeindruckt. Harnell wurde für Davis eine Art Mentor und führte ihn in die professionelle Welt der Filmmusik ein. Davis gefielen seine neuen Aufgaben und im Alter von 22 Jahren bekam er unter Harnell einen Job als einer der Dirigenten für The Incredible Hulk.
Nun hatte Davis einen Fuß in der Tür zum Musikgeschäft und etablierte sich in der Szene mit verschiedenen Aufträgen. Er dirigierte z. B. Mark Snows Musik für Hart aber herzlich und komponierte für vier Episoden selbst. Diese frühe Arbeit rief Lee Holdridge auf den Plan, der das Musikthema für die Fernsehserie Die Schöne und das Biest schrieb. Er half Davis bei dieser Serie einzusteigen und einige Kompositionen zu übernehmen. Von seinen vier Episoden, die er übernehmen durfte, wurde er für A Time to Heal mit dem Emmy geehrt und für To Reign in Hell nominiert, was ihm als damals noch jungen Komponisten viel Ruhm einbrachte.
Außerdem arbeitete er bis Ende der 1990er Jahre für Filmkomponisten wie James Horner, Alan Silvestri, Michael Kamen oder Randy Newman als Orchestrator. Er selber sagt, dass er die Arbeit mit Randy Newman besonders gemocht hat und James Horner ihm viel über das Filmmusik-Geschäft beigebracht hat.
Nach Die Schöne und das Biest war Davis von der Arbeit als Komponist begeistert und wurde beauftragt, dutzende TV-Film und -Serien zu vertonen. So arbeitete er unter anderem für Steven Spielbergs seaQuest DSV, für Life of the Party: The Pamela Harriman Story (mit Ann-Margret) und für die NBC-Miniserie House of Frankenstein.
1996 komponierte er für Lana und Lilly Wachowskis Thriller Bound – Gefesselt und zwischen Davis und den beiden Schwestern entwickelte sich eine feste Zusammenarbeit. Für Bound erarbeitete er einen breiten Pool von musikalischen Ideen und die Wachowski-Schwestern entschieden sich dann für ihren Favoriten.
Später entstand der Soundtrack zum Film Matrix, der einer der erfolgreichsten Filme des Jahres war. Davis verbindet hier minimalistische und polytonale Techniken wie bei John Adams mit dissonanten Tonschichtungen der polnischen Avantgarde (Krzysztof Penderecki, Witold Lutosławski), wobei es immer wieder Ausbrüche in „klassische Stile“ gibt. Besonders die Blechbläser sind mit extrem virtuosen Passagen gefordert. Ein solcher Soundtrack bringt so durch die ständige Veränderung der Musik die Vielschichtigkeit eines Filmes wie Matrix zum Ausdruck.
Don Davis lebt mit seiner Frau Megan und seinen zwei Kindern in Südkalifornien.

## Auszeichnungen
Für seine Fernseharbeit erhielt Don Davis insgesamt acht Emmy-Nominierungen und zwei -Auszeichnungen.

## Filmografie
- 1984: Gremlords (Hyperspace)
- 1988: Gebot des Schweigens (A Stoning in Fulham County)
- 1988: Stürme des Herzens (Bluegrass)
- 1988: Todesgrüße aus dem Jenseits (Blackout)
- 1989: Tote haben keinen Namen (Home Fires Burning)
- 1990: Wettlauf mit der Zeit (Running Against Time)
- 1991: Ein kleines Stück vom Himmel (A Little Piece of Heaven)
- 1991: Küsse und Lügen (Lies Before Kisses)
- 1991: Tiny Toons: Summer Home Video (Tiny Toon Adventures: How I Spent My Vacation)
- 1991: Session Man
- 1992: Geliebte Agentin (Notorious)
- 1992: Schuld kennt kein Vergessen (Woman with a Past)
- 1993: Mord aus Unschuld (Murder of Innocence)
- 1994: Bitteres Blut (In the Best of Families: Marriage, Pride & Madness)
- 1994: Herz im Zwiespalt (Leave of Absence)
- 1995: Aus der Wiege entführt (Sleep, Baby, Sleep)
- 1996: Alibi – Dein Mörder spielt mit (Alibi)
- 1996: Beast – Schrecken der Tiefe  (The Beast)
- 1996: Bound – Gefesselt (Bound)
- 1996: Gefährliche Erinnerung (The Perfect Daughter)
- 1996: Ivana Trump: Liebe kann man nicht kaufen (For Love Alone: The Ivana Trump Story)
- 1997: Besucher aus dem Jenseits – Sie kommen bei Nacht (House of Frankenstein)
- 1997: Der dritte Zwilling (The Third Twin)
- 1997: Die Krieger des Tao-Universums (Warriors of Virtue)
- 1997: Eine himmlische Kupplerin (A Match Made in Heaven)
- 1997: Gott schütze diese Stadt (Not in This Town)
- 1997: Im Sog der Gier (Weapons of Mass Distraction)
- 1997: Lethal Invasion – Attacke der Alien-Viren (Invasion, Fernsehfilm)
- 1997: Pandora's Clock – Killerviren an Bord der 747 (Pandora's Clock)
- 1998: Das Grauen am See (The Lake)
- 1998: Die Seele der Partei – Die Pamela Harriman Story (Life of the Party: The Pamela Harriman Story)
- 1998: Mörderischer Pakt (The Lesser Evil)
- 1999: Agenten des Todes (In the Company of Spies)
- 1999: Haunted Hill (House on Haunted Hill)
- 1999: Matrix (The Matrix)
- 1999: Route 9
- 1999: Turbulence 2 (Fear of Flying)
- 1999: Universal Soldier – Die Rückkehr (Universal Soldier – The Return)
- 2000: Hell Swarm – Die Todesbrut (Hell Swarm)
- 2000: Race Against Time – Wettlauf gegen den Tod (Race Against Time)
- 2000: Single-Alarm – Unser Daddy braucht'ne Frau! (Personally Yours)
- 2001: Im Fadenkreuz – Allein gegen alle (Behind Enemy Lines)
- 2001: Jurassic Park III
- 2001: Schrei, wenn du kannst (Valentine)
- 2001: Startup (Antitrust)
- 2001: The Unsaid – Lautlose Schreie (The Unsaid)
- 2002: Ballistic (Ballistic: Ecks vs. Sever)
- 2002: Long Time Dead
- 2002: Mord in Greenwich (Murder in Greenwich)
- 2003: Animatrix
- 2003: Matrix Reloaded (The Matrix Reloaded)
- 2003: Matrix Revolutions (The Matrix Revolutions)
- 2004: Space Odyssey – Mission zu den Planeten (Space Odyssey: Voyage to the Planets)
- 2006: The Marine
- 2007: The Good Life
- 2007: Ten Inch Hero

Fernsehserien
- 1983–1984: Hart aber herzlich (Hart to Hart) (4 Episoden)
- 1987: Sledge Hammer! (2 Episoden)
- 1987–1990: Die Schöne und das Biest (Beauty and the Beast) (48 Episoden)
- 1990: Matlock (1 Episode)
- 1992–1995: Mäuse an der Macht (Capitol Critters) (8 Episoden)
- 1993: Raumschiff Enterprise: Das nächste Jahrhundert (Star Trek: The Next Generation) (1 Episode)
- 1994–1995: seaQuest DSV (9 Episoden)